# Carl Peter Lenngren
Carl Peter Lenngren (ur. 28 maja 1750, zm. 16 listopada 1827) – szwedzki prawnik, (asesor) urzędnik i dziennikarz. Członek Szwedzkiej Akademii Nauk. Wraz z poetą i pisarzem Johanem Henrikiem Kellgrenem założył w roku 1778 gazetę Stockholmsposten. Lenngren był głównym redaktorem tego pisma. Jego żoną została w roku 1780 poetka Anna Maria Lenngren, z domu Malmstedt (uczony Magnus Brynolf Malmstedt był jej ojcem).